# Granville (Massachusetts)
Granville é uma vila localizada no condado de Hampden no estado estadounidense de Massachusetts. No Censo de 2010 tinha uma população de 1.566 habitantes e uma densidade populacional de 14,06 pessoas por km².

## Geografia
Granville encontra-se localizado nas coordenadas 42° 05′ 15″ N, 72° 54′ 30″ O. Segundo o Departamento do Censo dos Estados Unidos, Granville tem uma superfície total de 111.37 km², da qual 109.29 km² correspondem a terra firme e (1.87%) 2.08 km² é água.

## Demografia
Segundo o censo de 2010, tinha 1.566 pessoas residindo em Granville. A densidade populacional era de 14,06 hab./km². Dos 1.566 habitantes, Granville estava composto pelo 97.19% brancos, o 0.57% eram afroamericanos, o 0.32% eram amerindios, o 0.32% eram asiáticos, o 0% eram insulares do Pacífico, o 0.38% eram de outras raças e o 1.21% pertenciam a duas ou mais raças. Do total da população o 1.85% eram hispanos ou latinos de qualquer raça.